# 国鉄タキ7950形貨車
国鉄タキ7950形貨車（こくてつタキ7950がたかしゃ）は、かつて日本国有鉄道（国鉄）及び1987年（昭和62年）4月の国鉄分割民営化後は日本貨物鉄道（JR貨物）に在籍した私有貨車（タンク車）である。

## 概要
本形式は、メタノール専用の35t 積タンク車として1967年（昭和42年）8月8日から1969年（昭和44年）10月13日にかけて3ロット25両（タキ7950 - タキ7974）が日立製作所、川崎重工業の2社にて製作された。
本形式の他にメタノールを専用種別とする形式には、タ2900形（39両）、タ3500形（9両）、タム3400形（1両）、タム3450形（1両）、タム3700形（74両）、タム23700形（1両）、タサ3800形（109両）、タキ5200形（109両）の8形式があった。
35系に属するタンク体は、耐候性高張力鋼(SPA-H)製であり、荷役方式は日立製作所製の車は液入管からの上入れ川崎重工業製の車はマンホールからの上入れ、荷卸しは両社製とも吐出管による下出し式である。
所有者は 日産化学工業、内外輸送の2社でありその常備駅は、高山本線の速星駅、羽越本線の中条駅、東海道本線貨物支線（通称、高島線）の新興駅であった。
1979年（昭和54年）10月より化成品分類番号「燃31」（燃焼性の物質、引火性液体、危険性度合2（中））が標記された。
塗色は黒であり、全長は12,050mm、全幅は2,720mm、全高は3,809mm、台車中心間距離は8,250mm、実容積は44.9m3、自重は15.3t、換算両数は積車5.0、空車1.6、最高運転速度は75km/h、台車はベッテンドルフ式のTR41Cである。
1987年（昭和62年）4月の国鉄分割民営化時には23両がJR貨物に継承されたが、2007年（平成19年）10月に最後まで在籍した12両が廃車となり同時に形式消滅となった。

## 年度別製造数
各年度による製造会社と両数、所有者は次のとおりである。
- 昭和42年度 - 5両
  - 日立製作所 5両 日産化学工業（タキ7950 - タキ7954）
- 昭和44年度 - 20両
  - 川崎重工業 10両 内外輸送（タキ7955 - タキ7964）
  - 川崎重工業 10両 内外輸送（タキ7965 - タキ7974）